# 2. Fußball-Bundesliga 2008-2009
La 2. Fußball-Bundesliga 2008-2009 è stata la trentacinquesima edizione della 2. Fußball-Bundesliga, la seconda serie del campionato tedesco di calcio. È iniziata il 15 agosto 2008 ed è terminata il 24 maggio 2009, concludendosi con la promozione in Bundesliga del Friburgo, che ha vinto il torneo, il Magonza e il Norimberga; quest'ultimo ha vinto lo spareggio con l'Energie Cottbus.
Capocannonieri del torneo sono stati Benjamin Auer dell'Alemannia Aachen, Cédric Makiadi del Duisburg e Marek Mintál del Norimberga, tutti con 16 gol.

## Squadre partecipanti
Le 18 squadre partecipanti alla edizione 2008-2009
- Alemannia Aquisgrana
- Augusta
- Coblenza
- Duisburg
- Friburgo
- FSV Francoforte
- Greuther Fürth
- Hansa Rostock
- Ingolstadt 04
- Kaiserslautern
- Magonza
- Monaco 1860
- Norimberga
- Osnabrück
- Rot Weiss Ahlen
- RW Oberhausen
- St. Pauli
- Wehen Wiesbaden

## Classifica Finale
|  |     | Classifica 2008-2009 | Pti | G  | V  | N  | P  | GF | GS | DR  |
|  | --- | -------------------- | --- | -- | -- | -- | -- | -- | -- | --- |
|  | 1.  | Friburgo             | 68  | 34 | 21 | 5  | 8  | 60 | 36 | +24 |
|  | 2.  | Magonza              | 63  | 34 | 18 | 9  | 7  | 62 | 37 | +25 |
|  | 3.  | Norimberga           | 60  | 34 | 16 | 12 | 6  | 51 | 29 | +22 |
|  | 4.  | Alemannia Aquisgrana | 56  | 34 | 16 | 8  | 10 | 58 | 38 | +20 |
|  | 5.  | Greuther Fürth       | 56  | 34 | 16 | 8  | 10 | 60 | 46 | +14 |
|  | 6.  | Duisburg             | 55  | 34 | 14 | 13 | 7  | 56 | 36 | +20 |
|  | 7.  | Kaiserslautern       | 52  | 34 | 15 | 7  | 12 | 53 | 48 | +5  |
|  | 8.  | St. Pauli            | 48  | 34 | 14 | 6  | 14 | 52 | 59 | -7  |
|  | 9.  | RW Oberhausen        | 42  | 34 | 11 | 9  | 14 | 35 | 54 | -19 |
|  | 10. | Rot Weiss Ahlen      | 41  | 34 | 11 | 8  | 15 | 38 | 57 | -19 |
|  | 11. | Augusta              | 40  | 34 | 10 | 10 | 14 | 43 | 46 | -3  |
|  | 12. | Monaco 1860          | 39  | 34 | 9  | 12 | 13 | 44 | 46 | -2  |
|  | 13. | Hansa Rostock        | 38  | 34 | 8  | 14 | 12 | 52 | 53 | -1  |
|  | 14. | Coblenza             | 38* | 34 | 11 | 8  | 15 | 47 | 57 | −10 |
|  | 15. | FSV Francoforte      | 38  | 34 | 9  | 11 | 14 | 34 | 47 | -13 |
|  | 16. | Osnabrück            | 36  | 34 | 8  | 12 | 14 | 41 | 60 | -19 |
|  | 17. | Ingolstadt 04        | 31  | 34 | 7  | 10 | 17 | 38 | 54 | -16 |
|  | 18. | Wehen Wiesbaden      | 27  | 34 | 5  | 12 | 17 | 28 | 47 | -21 |

- *  Coblenza 3 punti di penalità

## Spareggio Bundesliga / 2. Bundesliga
Energie Cottbus 16º classificato Bundesliga 2008-2009 -  Norimberga 3º classificato 2. Bundesliga 2008-2009
| Arbitro: | Florian Meyer (Burgdorf) |

|  |           |                                                        |
|  | Marcatori | 13’ Isaac Boakye 56’ Christian Eigler 89’ Isaac Boakye |

| Arbitro: | Thorsten Kinhöfer (Herne) |

|                                       |           |  |
| Christian Eigler 29’ Marek Mintál 37’ | Marcatori |  |

 Energie Cottbus retrocesso,  Norimberga in 1. Bundesliga

## Record
- Maggior numero di vittorie:  Friburgo (21)
- Minor numero di sconfitte:  Norimberga (6)
- Migliore attacco:  Magonza (62 gol segnati)
- Miglior difesa:  Norimberga (29 gol subiti)
- Miglior differenza reti:  Magonza (+25)
- Maggior numero di pareggi:  Hansa Rostock (14)
- Minor numero di pareggi:  Friburgo (5)
- Minor numero di vittorie:  Wehen Wiesbaden (5)
- Maggior numero di sconfitte:  Wehen Wiesbaden  Ingolstadt 04 (17)
- Peggiore attacco:  Wehen Wiesbaden (28 gol segnati)
- Peggior difesa:  Osnabrück (60 gol subiti)
- Peggior differenza reti:  Wehen Wiesbaden (-21)

## Classifica marcatori
|  | Gol | Marcatore          | Squadra              |
|  | --- | ------------------ | -------------------- |
|  | 16  | Benjamin Auer      | Alemannia Aquisgrana |
|  | 16  | Cédric Makiadi     | Duisburg             |
|  | 16  | Marek Mintál       | Norimberga           |
|  | 15  | Sami Allagui       | Greuther Fürth       |
|  | 15  | Benjamin Lauth     | Monaco 1860          |
|  | 14  | Aristide Bancé     | Magonza              |
|  | 14  | Erik Jendrišek     | Kaiserslautern       |
|  | 14  | Michael Thurk      | Augusta              |
|  | 14  | Dorge Kouemaha     | Duisburg             |
|  | 13  | Mohamadou Idrissou | Friburgo             |
|  | 13  | Lars Toborg        | Rot Weiss Ahlen      |

## Verdetti
- Friburgo  Magonza e  Norimberga promosse in Bundesliga 2009-2010
- Wehen Wiesbaden e  Ingolstadt 04 retrocesse in 3. Liga 2009-2010